# Mellemdæk
 Denne artikel bør gennemlæses af en person med fagkendskab for at sikre den faglige korrekthed.
     Ligner en AI genereret artikel

Mellemdæk er et dæk på et skib, der er placeret mellem hoveddækket og skibets bund. Det bruges i forskellige typer skibe til forskellige formål, herunder fragt, passagertransport og specialiserede maritime opgaver. Mellemdæk har historisk set spillet en væsentlig rolle i både handel og migration, og dets design og funktioner har udviklet sig gennem tiden.

## Historie
Mellemdæk har været anvendt i skibsbygning i århundreder. I sejlskibenes æra blev mellemdæk primært brugt til at øge lastekapaciteten og beskytte værdifuldt gods mod vejrpåvirkninger. I det 19. og tidlige 20. århundrede blev det især kendt fra emigrantskibe, hvor det fungerede som opholdsområde for de mange mennesker, der rejste til en ny verdensdel.
Under kolonitiden brugte handels- og slaveskibe mellemdækket til at transportere store menneskemængder under ofte umenneskelige forhold. Senere blev mellemdæk en vigtig del af dampskibe og passagerskibe, hvor det kunne indrettes til kahytter, lastrum eller andre faciliteter.

## Anvendelse

### Fragtskibe
På moderne fragtskibe bruges mellemdæk til at øge skibets lastekapacitet. Det gør det muligt at transportere gods mere effektivt, idet lasten kan placeres i flere lag. Mellemdæk kan også forbedre stabiliteten af et skib ved at fordele vægten mere jævnt.

### Passagerskibe
I passagerskibe fungerer mellemdæk ofte som opholdsområde, kahytter eller fællesfaciliteter såsom restauranter og lounges. I krydstogtskibe kan mellemdæk huse alt fra shoppingområder til fitnesscentre.

### Fiskeskibe
Nogle fiskeskibe har mellemdæk til opbevaring af fangst. Her kan fisken opbevares i fryserum eller køletanke, hvilket sikrer bedre kvalitet under længere fisketure.

### Militære skibe
I krigsskibe kan mellemdæk anvendes til opbevaring af våben, ammunition og forsyninger. Det kan også fungere som et beskyttet område for besætningen under kamp.

## Konstruktion og design
Mellemdæk er typisk konstrueret af stål eller træ, afhængigt af skibets alder og anvendelsesformål. På moderne skibe er det ofte en del af en modulær skibsstruktur, hvor dækkene kan tilpasses til specifikke behov.
I nogle skibe kan mellemdækket være et hævedæk, der kan justeres i højden for at gøre det lettere at laste og losse gods. Dette ses især i ro-ro-skibe (roll-on/roll-off), hvor køretøjer skal placeres på flere niveauer.

## Sikkerhed og regulering
Brugen af mellemdæk er underlagt internationale sikkerhedsregler, særligt under International Convention for the Safety of Life at Sea (en) (SOLAS), som regulerer skibes konstruktion for at minimere risikoen for ulykker og sikre passagerers og besætningsmedlemmers sikkerhed.
På passagerskibe er der krav til brandisolering og redningsudstyr i mellemdækkene, mens der på fragtskibe kan være krav til ventilationssystemer og lastesikring for at forhindre forskydning af gods under sejlads.